# Ein ehrenwerter Gentleman
Ein ehrenwerter Gentleman (Originaltitel The Distinguished Gentleman) ist eine US-amerikanische Filmkomödie aus dem Jahr 1992 von Jonathan Lynn mit Eddie Murphy in der Hauptrolle.

## Handlung
Thomas Jefferson Johnson, von seiner Großmutter nach dem Präsidenten Thomas Jefferson benannt, lebt in Florida als Kleinkrimineller von Scheckbetrug, Diebstahl oder Erpressung von Telefonsex-Kunden. Während einer seiner „Einsätze“ hört er zufällig ein Gespräch zwischen dem Kongressabgeordneten Jefferson „Jeff“ Johnson und dem Industrievertreter Olaf Andersen mit, in dem es um erhebliche Zuwendungen aus der Industrie und das finanziell unbesorgte Leben eines Kongressabgeordneten in Höhe mehrerer hunderttausend US-Dollar geht. Dies weckt das Interesse des Kleinkriminellen. Als kurz darauf der Abgeordnete Johnson an einem Herzinfarkt stirbt, verfällt Thomas Johnson auf die Idee, über die Namensgleichheit (unter Weglassen seines Erstvornamens) die Nachwahl für den verstorbenen Abgeordneten in den Kongress zu gewinnen, was ihm tatsächlich mit der Unterstützung einer Seniorenorganisation (The Silver Foxes) gelingt.
Nach seinem (verspäteten) Einzug in Washington, D.C. lernen Johnson und sein Team schnell insbesondere die inoffiziellen Wege der parlamentarischen Entscheidungsfindung über den Zugang zu Komitees und Lobby-Partys kennen. Gefördert durch seine kriminelle Vorerfahrung gliedert er sich in kürzester Zeit in das System des „Gebens und Nehmens“ zwischen Abgeordneten und Lobbyisten ein. Wesentlich ist hierfür seine Verbindung zum Vorsitzenden des Ausschusses für Energiewirtschaft und Industrie (Committee for Power and Industry), Richard „Dick“ Dodge, der seit langem eine Hauptrolle in der Welt der legalen Korruption spielt.
Gerade als Johnson sich erfolgreich zu etablieren beginnt, begegnet ihm die junge ehrenamtlich tätige Rechtsanwältin Celia Kirby, die die Interessen von Minderheiten bzw. von der Mainstream-Politik nicht beachteten Problemfelder, vertritt. Als sich eine amouröse Beziehung zwischen den beiden zu entwickeln beginnt, appelliert Kirby an das gute Gewissen in Johnson, seinen Aufgaben als Volksvertreter nachzukommen. Durch die Tatsache, dass der Abgeordnete Reverend Elija „Ely“ Hawkins, der sich nach Kräften bemüht, die Interessen des Volkes zu vertreten und dabei immer wieder in Konflikt mit den Lobby-abhängigen Abgeordneten gerät, der Onkel Celia Kirbys ist, gewinnt die Beziehung zwischen Kirby und Johnson an Spannung. 
Die Beziehung gerät in eine schwere Krise, als Hawkins nach einem gemeinsamen Essen mit Johnson unverschuldet einen Autounfall erleidet. Der von Johnson zu Rate gezogene Dodge vertuscht den Unfall derart, dass zwar Johnsons Beteiligung (als Mitfahrer) aus der Presse herausgehalten wird, aber Hawkins in der Öffentlichkeit als trinkender Fahrer dargestellt wird, um ihn als moralisch integren politischen Gegenspieler Dodges aus dem Verkehr zu ziehen.
Die Krise veranlasst ein Umdenken beim Abgeordneten Johnson, der von nun an die Interessen von an Krebs erkrankten Kindern vertritt, die in der Nähe von Hochspannungsleitungen leben. Die Handlung gerät zum Höhepunkt, als im Zuge einer Anhörung im Energieausschuss Johnson den Vorsitzenden Dodge vor den Augen der (von Johnson eingeladenen) Presse unter Druck setzt. Im Gegenzug konfrontiert Dodge die Öffentlichkeit mit der kriminellen Vergangenheit Johnsons. Dieser gibt seine vergangenen Verfehlungen zu, um sie aber wiederum mit Blick auf die Vorgänge in Washington D.C. zu relativieren. Als ein privat und heimlich aufgenommenes Video vorgespielt wird, in dem der Industrielle Andersen dem Vorsitzenden Dodge seine Zuwendungen (in Form von Geld, Annehmlichkeiten und persönlichen Gefallen) der letzten Jahre auflistet und vorhält, eskaliert die Ausschuss-Sitzung. Sie endet damit, dass der Vorsitzende Dodge, der Johnson tätlich angreift, in Gewahrsam genommen und seines Amtes enthoben wird. Ebenso wird Johnson vom Kongress ausgeschlossen. 
Abschließend erzählt Johnson im Gespräch mit seiner wiedergewonnenen Flamme Kirby, dass er – jetzt, da er als Saubermann berühmt geworden ist – für die Präsidentschaft zu kandidieren gewillt ist.

## Kritiken
„Eine unentschlossen zwischen Star-Kino, modernem Märchen und politischer Satire schwankende Inszenierung untergräbt das kritische Potential des Drehbuchs. Alles in allem nur mäßig komisch.“

## Auszeichnungen
- Der Film und Regisseur Jonathan Lynn gewannen 1993 den Environmental Media Award
- Jonathan Lynn gewann 2001 einen Political Film Society Award sowie der Film nochmals im Jahr 2002.